# Национальная библиотека Франции
Национа́льная библиоте́ка Фра́нции (фр. Bibliothèque nationale de France, сокращённо BNF) — библиотека в Париже, самое богатое собрание франкоязычной литературы в мире. Одна из старейших библиотек Европы, самая крупная библиотека Франции и одна из крупнейших библиотек мира. В библиотеке работают 2651 сотрудник, из них 2500 человек — полный день.
Основное библиотечное хранилище находится на левом берегу Сены, в 13-м округе Парижа и носит имя Франсуа Миттерана. Наиболее ценная часть собрания, Кабинет медалей и манускрипты, хранятся в историческом здании на улице Ришельё, в ансамбле зданий XVII—XIX веков.

## История
Национальная библиотека Франции — одна из старейших в Европе; долгое время была личной библиотекой французских королей. В разные периоды носила названия библиотеки короля, королевской, национальной, императорской и вновь национальной библиотеки.

### Ранние собрания
Уже король Пипин Короткий имел собрание рукописей. Карл Великий основал библиотеку в Ахене, довольно значительную по тому времени, но после его смерти библиотека была распродана. Король Людовик IX вновь собрал довольно большую библиотеку, которую завещал четырём духовным общинам.
Настоящим основателем собрания был Карл V Мудрый (правил в 1364—1380 годах), который завёл библиотеку не только для себя лично, но также с целью дать возможность учёным работать; он не только покупал и заставлял переписывать рукописи, но и велел перевести некоторые книги «на пользу королевства и всего христианского мира». В 1367—1368 годах библиотека, по приказанию короля, была перенесена в Соколиную башню (tour de la Fauconnerie) Луврского замка. В 1373 году был составлен её каталог, дополненный в 1380-м. Эта библиотека сильно пострадала от того, что королевские родственники брали из неё книги и не возвращали обратно — в результате из 1200 рукописей, составлявших библиотеку, до нас дошла едва лишь двадцатая часть. Так как от этого собрания почти ничего не осталось, Людовик XI был принуждён начинать создание дворцового книгохранилища практически с чистого листа.

### XVI век
Людовик XII перенёс луврскую библиотеку в Блуа и присоединил её к библиотеке, собранной там его дедом и отцом, герцогами Орлеанскими; он же приобрёл богатое собрание книг герцогов миланских, часть книг из библиотеки Петрарки и собрание книг Людовика де Брюж, сеньора де ла Грютьюз (de la Gruthuyse). Его преемник, Франциск I, с подачи учёного библиотекаря Бюде присоединил к королевской библиотеке свою личную, собранную его отцом и дедом. При нём были учреждены должности главного библиотекаря королевской библиотеки, его помощников и переплётчиков. Для пополнения собрания король приобретал книги как во Франции, так и за границей: отправив в Италию несколько образованных придворных, он повелел им купить в Риме и Венеции все греческие манускрипты, или их копии, какие только они смогут отыскать.
Для Франциска чтение было важной частью жизни: часто находясь в разъездах, он имел книжный шкаф, который повсюду следовал за ним. В 1523 году он велел поместить богатую библиотеку, конфискованную у коннетабля Бурбонского в замке Фонтенбло. В 1537 году согласно его указу все французские издатели и книготорговцы были обязаны поставлять в Блуа по одному экземпляру каждой напечатанной ими книги (которые допускались к торговле лишь после досмотра в Сорбонне) — вне зависимости от языка. В 1544 году королевская библиотека была перенесена из Блуа в Фонтенбло. К этому времени она насчитывала 1500 томов, включая 41 на греческом, 4 на иврите и 2 на арабском, и была одной из богатейших в Европе. Два года спустя королевская библиотека была открыта для доступа посетителей.
Сын Франциска Генрих II увеличил количество обязательных экземпляров, поставляемых королю, до двух (второй предназначался для библиотеки Дианы де Пуатье в Ане). В конце царствования Карла IX библиотека, насчитывающая к середине 1560-х годов 3560 единиц хранения, вернулась из Фонтенбло в Париж.

### XVII век
При Людовике XIII Луврская библиотека принадлежала лично королю и называлась Королевским кабинетом (Cabinet du roi). В 1622 году был опубликован первый каталог собрания.
Людовик XIV вновь сделал библиотеку публичной, открыв её для свободного посещения. В его царствование королевская библиотека приобрела и получила в дар множество книг и рукописей первостепенной важности. Важнейшими приобретениями в этот период были: собрание из 9000 томов и 260 рукописей, принесённое в дар братьями Дюпюи; дар Гастона Орлеанского, заключавшийся в книгах, рукописях, медалях, миниатюрах, рисунках и прочих редкостях: дар графа де Бетюн (de Béthune) — собрание исторических документов, в количестве 1923 томов. В 1669 году была приобретена библиотека врача Жака Ментеля, состоявшая из 10 000 книг и 136 рукописей. В 1715 году библиотека получила в дар знаменитое собрание Геньера (Gaignières).
Заведование библиотекой находилось в руках Кольбера, как главного интенданта королевских зданий. Он также посылал за границу учёных, чтобы разыскивать и приобретать книги: таким образом во Францию были привезены ценные книги и рукописи из Греции, Египта, Персии, Константинополя, Италии, Португалии, Швеции и других стран.

### XVIII—XIX века
В царствование Людовика XV библиотека приобрела около 20 собраний книг и рукописей, из которых важнейшими были библиотека Кольбера, с 6645 древними рукописями, и библиотека епископа авраншского Пьера Юэ. Благодаря усилившимся торговым сношениям с Востоком, продолжалось приобретение книг и там: так, в 1723 году индийская компания прислала свыше 1800 китайских книг.
Во время Великой Французской революции по решению Конвента библиотека была национализирована и, как и многие другие королевские учреждения, стала именоваться «Национальной». В этот период библиотека получила неисчислимые книжные богатства благодаря перешедшим к ней книжным собраниям различных монастырей и аристократов-эмигрантов; богатейшим было собрание аббатства Сен-Жермен-де-Пре (свыше 9000 древних рукописей), затем собрание Сорбонны (до 1575 рукописей). Из последующих приобретений библиотеки наиболее значительные — собрание Лабедуайера в 10 000 книг о французской революции, собрания книг о Вольтере (1996 томов) и Монтене (1440 томов), 350 корейских рукописей. В XIX веке отдел рукописей был значительно расширен усилиями Леопольда-Виктора Делиля.
После 1854 года разросшееся библиотечное собрание потребовало расширения ансамбля XVII века с парадным курдонёром, возведённого по проекту Франсуа Мансара для кардинала Мазарини сразу за Пале-Роялем, на улице Ришельё. В 1868 году по проекту Анри Лабруста рядом было построено новое здание. После смерти архитектора в 1875 году работы не остановились: так, в дальнейшем появились Большая лестница и Овальный зал, созданные по проекту Жан-Луи Паскаля.

### XX век
В 1988 году президент Франсуа Миттеран поддержал программу реформирования библиотеки, в соответствии с которой основные фонды переехали в новые высотные здания в XIII округе Парижа. На тот момент число печатных книг в собрании библиотеки превышало 9 миллионов.
Библиотечный комплекс, представляющий собой четыре высотные башни в форме раскрытых книг, был построен на левом берегу Сены по проекту архитектора Доминика Перро. При сооружении необходимых для хранилища подземных пространств было извлечено грунта больше, чем это потребовалось бы для строительства атомной электростанции.

### XXI век
С изобретением технологии сканирования книг Национальная библиотека одной из первых в мире оцифровала наиболее востребованные фонды, разместив их в интернете по адресу gallica.bnf.fr. По состоянию на апрель 2011 года онлайн-библиотека «Галлика» предлагала читателям около 1 400 000 оцифрованных документов.
Библиотека также участвует в исследовательском проекте Quaero, направленном на разработку технологий машинного перевода и распознавания речи.

## Недвижимость
Библиотеке принадлежит несколько различных зданий:
В Париже
- Комплекс имени Франсуа Миттерана (Тольбиак) — ансамбль зданий в 13-м округе, главное хранилище библиотеки.
- Исторический ансамбль на улице Ришельё[фр.] / улице Лувуа[фр.] (2-й округ) — хранилище манускриптов и старинных книг. Содержит 12 млн рисунков и гравюр, 890 тыс. карт и планов, 530 тыс. монет, здесь же находится Кабинет медалей.
- Библиотека Арсенала — историческое здание на Рю де Сюлли[фр.] (4-й округ); бывшая библиотека герцога де Лавальера, проданная им в 1781 году младшему брату Людовика XVI графу д’Артуа из желания основать вторую Королевскую библиотеку, также публичную. Собрание вернулось в библиотечный обиход в XIX веке благодаря Шарлю Нодье, перешло к Национальной библиотеке в 1934 году.
- здание на Страсбургском бульваре (10-й округ).

В провинции
- техническая часть в Бюсси-Сен-Жорж[фр.], Сена и Марна;
- техническая часть в Сабле-сюр-Сарт[фр.], Сарта.

Также Национальная библиотека управляет Библиотекой-музеем Парижской оперы — театральной коллекцией, которая начиная с 1882 года располагается в бывшем Императорском павильоне парижского театра Гранд-Опера и библиотекой дома Жана Вилара в Авиньоне.